# گوهرسوسک‌واران
گوهرسوسک‌واران (نام علمی: Buprestoidea) نام یک بالاخانواده از زیرراسته سوسک‌های همه‌چیزخوار است.